# Force de défense aérienne de la république islamique d'Iran
La Force de défense aérienne de la république islamique d'Iran (persan : قرارگاه پدافند هوایی خاتم الانبیاء ) est chargée de coordonner et d'exploiter les activités de défense aérienne de l'armée et du CGRI et de renforcer le réseau intégré de commandement et de contrôle de la défense aérienne du pays.

## Histoire
À la fin des années 1950, l'armée de l'air iranienne (alors) impériale de l'État impérial d'Iran était une force alliée aux États-Unis  importante et un tampon pour contrer toute attaque soviétique possible dans la région instable du Moyen-Orient. La couverture radar de l'espace aérien iranien était cependant très faible à cette époque en raison d'un manque de normalisation, de divers anciens équipements radar britanniques et américains de la Seconde Guerre mondiale avaient été utilisés, et en raison de la campagne agitée. 
La recherche américaine a appris que l'automatisation de la défense aérienne iranienne se composait conceptuellement de: 2 postes de commandement renforcés (un principal et sa sauvegarde) enterrés dans les montagnes du nord et du sud de l'Iran et un réseau de radars répartis dans le pays. Les radar data bruts provenant de sites nationaux devraient être convertis numériquement et transférés via un système de télécommunication micro-ondes national vers des ordinateurs centraux dans les 2 postes de commande où les informations auraient été converties en données en temps réel et plus utilisées dans le commande et cyclus de contrôle [Quoi ?]. 
À l'appui de l'armée de l'air impériale iranienne, les États-Unis ont financé un réseau radar iranien et depuis 1962 à 1977, le Service de Communication de l'USAF (AFCS) a construit 19 installations radar réparties dans tout le pays couvrant près de 70% de l'espace aérien iranien. Dans la partie nord de l'Iran, cela s'appelait le réseau Spellout et dans la partie sud le réseau Peace Ruby . Une liaison de communication troposphérique combinée (Peace Net) connectait les systèmes radar Spellout et Peace Ruby. Les sites radar d'origine sont toujours debout en 2012; leur état technique et opérationnel après 40 ans et plus est cependant inconnu,. 
À partir de 2002, l'Iran a modernisé ses défenses aériennes avec de nouveaux radars de surveillance aérienne, de remplacer les obsolètes systèmes américains, missiles sor-air et commandement, contrôle, communications, informatique, renseignement, systèmes de surveillance et de reconnaissance (C4ISR) L'Iran a acheté plusieurs systèmes russes de radars trans-horizon Rezonas-N,  radars de rétrodiffusion[Quoi ?] des systèmes Sepher (Ciel) et Ghadir (Tout-Puissant). Avec le radar mobile déployable Falaq, une version iranienne du radar russe 67N6E Gamma D (en), tout l'espace aérien iranien a été couvert. 
En 1996, les forces iraniennes de défense aérienne comprenaient environ 18 000 militaires. La tradition de la défense aérienne basée sur les avions, dérivée de la Force aérienne formée par les États-Unis d'avant la révolution iranienne de 1979, cédait la place à un arsenal croissant de systèmes de missiles de défense aérienne basés au sol. Pourtant, l'Iran n'était pas à l'époque en mesure de construire un réseau de défense aérienne intégré à l'échelle nationale et a continué de s'appuyer sur la défense ponctuelle des emplacements clés avec des batteries de missiles sol-air. 
Au milieu des années 1990, la majeure partie des avoirs de la défense aérienne de la Force aérienne iranienne tournait autour de 30 unités de tir HAWK améliorées (12 bataillons / 150 + lanceurs), 45-60 SA-2 et HQ-2J / 23 (équivalents chinois CSA-1 du missile soviétique S-75 Dvina). Une trentaine de lanceurs Rapier et 15 Tigercat (en) étaient également disponibles. Des informations font état de transferts de lanceurs SA-6 en Iran depuis la Russie en 1995/1996. En 1997, les forces de défense aérienne iraniennes ont déclaré le missile sol-air (Almaz S-200 Angara (SA-5 'Gammon') basse à haute altitude opérationnel. 
En décembre 2005, l'Iran a conclu un contrat pour acheter 29 systèmes de défense antimissile sol-air mobiles TOR-M1 (SA-15 Gauntlet) à la Russie pour un montant supérieur à 700 millions de dollars américains (600 millions d'euros). Entre 1998 et 2002, l'Iran a importé environ 6 radars de surveillance JY-14 de la China National Electronics Import-Export Corporation . Le radar peut détecter des cibles jusqu'à 300 km et fait maintenant partie du système de défense aérienne de l'Iran. 
Le 1er septembre 2008, il a été annoncé que la Russie pourrait envisager de vendre des systèmes avancés de défense aérienne S-300 à l'Iran dans le cadre d'un contrat secret qui aurait été signé en 2005. Le 22 septembre 2010, le président russe Dmitri Medvedev a signé un décret interdisant la vente du S-300 et d'autres équipements militaires à l'Iran. La vente a été annulée en raison des sanctions imposées par la résolution 1929 du Conseil de sécurité des Nations unies à l'Iran. Le 10 novembre 2010, l'Iran a annoncé qu'il avait développé une version du missile S-300. À la fin de 2016, la Russie avait levé l'interdiction auto-imposée de la vente et achevé la livraison de tous les missiles à l'Iran. 
Les forces terrestres iraniennes ont un total, selon un livre de référence de 2007, d'environ 1 700 canons antiaériens, dont des ZPU-2/4 de calibre 14,5 mm, ZSU-23-4 et ZU-23 de 23 mm, Type 55 de 37 mm , 57 mm ZSU-57-2 de 57 mm et  KS-19 de 100 mm .L'Iran possédait également 100 à 180 Bofors L / 70 de 40 mm et un nombre modeste de canons antiaériens jumelés Skyguard de 35 mm. Sa plus grande participation était constituée de ZU-23 (qu'elle peut fabriquer). 
Dans les années 2000, l'Iran a construit plusieurs nouveaux canons antiaériens, dont des canons antiaériens de 35 mm Samavat, des canons antiaériens de 100 mm Sa'ir (version automatique améliorée du KS-19 ) et le système de défense aérienne Mesbah 1 (en),,,. 
Le 21 août 2012, l'armée iranienne a commencé la construction de sa plus grande base de défense aérienne dans la ville d'Abadé, dans la province du Fars. La base de défense aérienne devrait être construite au coût de 300 millions de dollars et disposera de 6 000 personnes disponibles pour un large éventail de tâches, y compris éducatives. Quelques jours plus tard, le ministère de la Défense a également annoncé son intention de développer Bavar-373 un nouveau système de défense aérienne à longue portée, d'ici le 21 mars 2013.
En 2021, un nouveau missile sol-air de courte portée est testé, le AD-08 Majid, il est présenté au public en 2022.
En 2023, pour le 44e anniversaire de la révolution de 1979, l'armée iranienne dévoile sa dernière base aérienne souterraine Eagle 44.

## Commandants
| № | Image | Nom                | Prise de fonction | Départ          |
| - | ----- | ------------------ | ----------------- | --------------- |
| 1 |       | Ahmad Meyghani     | 31 août 2008      | 16 janvier 2011 |
| 2 |       | Farzad Esmaili     | 16 janvier 2011   | 29 mai 2018     |
| 3 |       | Alireza Sabahifard | 29 mai 2018       | -               |